# Tandsydmott
Tandsydmott (Duponchelia fovealis) är en fjärilsart som beskrevs av Philipp Christoph Zeller 1847. Enligt Catalogue of Life och numera även enligt Dyntaxa ingår tandsydmott i släktet Duponchelia och familjen Crambidae. Arten förekommer tillfälligt i Sverige, men reproducerar sig inte. Arten hittas i Sverige ofta inomhus och tros följa med krukväxter in i våra hem. Inga underarter finns listade i Catalogue of Life.

## Bildgalleri

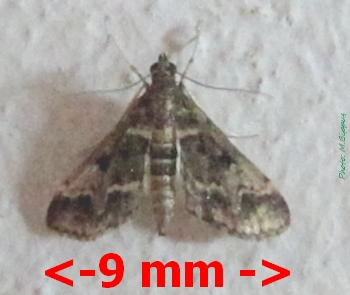